# Sharon Wichman
Sharon Wichman (Detroit, Estados Unidos, 13 de mayo de 1952) es una nadadora estadounidense retirada especializada en pruebas de estilo braza, donde consiguió ser campeona olímpica en 1968 en los 200 metros.

## Carrera deportiva
En los Juegos Olímpicos de México 1968 ganó la medalla de oro en los 200 metros braza donde además consiguió batir el récord olímpico con 2:44.4 segundos; y también ganó el bronce en los 100 metros braza, con un tiempo de 1:16.1 segundos.